# Automolis burra
Automolis burra là một loài bướm đêm thuộc phân họ Arctiinae, họ Erebidae.